# 閩中詩派
閩中詩派是明朝中葉一個詩派，钱谦益稱：“闽中之诗派，祢三唐而祧宋元，若西江之宗杜陵也”“自闽诗派盛行永、天之际，六十余载，柔音曼节，卑靡成风……自时厥后，弘正之衣冠老杜，嘉隆之笑盛唐，传变滋多，受病则一”。代表诗人有林鸿、周玄、黄玄、郑定、王恭、高秉、唐泰、王褒、陈亮等。